# Zvenihorod
Zvenihorod (in ucraino Звенигород?) è un centro abitato situato nell'oblast' e nel distretto di Leopoli, nella parte occidentale dell'Ucraina, e nell'hromada rurale di Davijdiv. Capitale dell'antico principato omonimo esistito tra l'XI e il XII secolo, fino al 18 luglio 2020, Zvenihorod apparteneva al rajon di Pustomitij. Il distretto è stato abolito nel luglio 2020 nell'ambito della riforma amministrativa dell'Ucraina, che ha ridotto a sette il numero di distretti dell'Oblast' di Leopoli. L'area del rajon di Pustomyty è stata accorpata al rajon di Leopoli.